# Mahalia Jackson

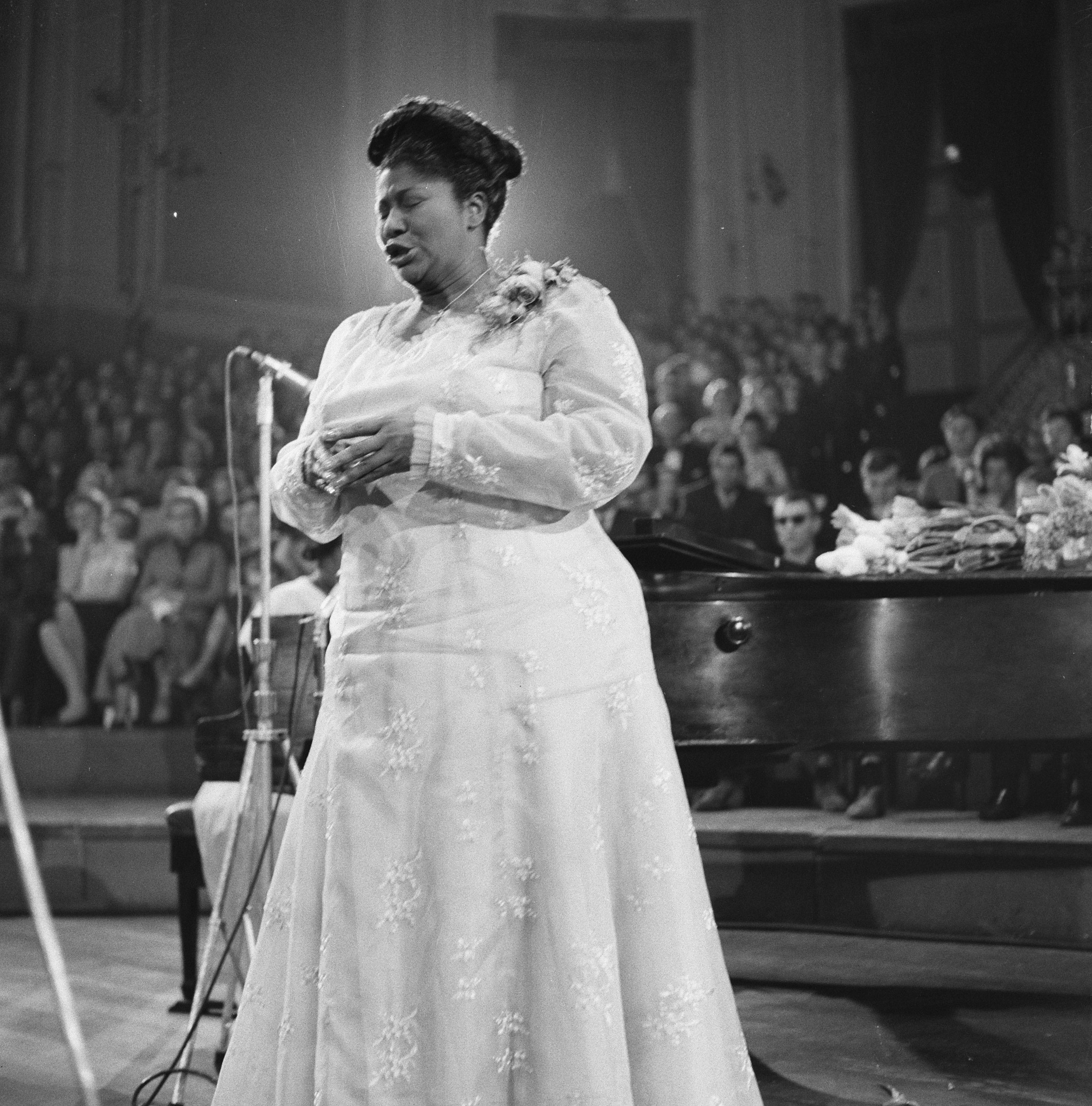
Jackson in het Concertgebouw Amsterdam (1961)

Mahalia Jackson (New Orleans, 26 oktober 1911 – Chicago, 27 januari 1972) was een Amerikaans zangeres en werd wel 'de koningin van de gospel' genoemd. Haar eerste plaat in 1934, God Gonna Separate the Wheat from the Tares, werd vooral populair in het zuiden van de Verenigde Staten. Het hoogtepunt in haar zangcarrière beleefde zij waarschijnlijk op 28 augustus 1963 tijdens de Mars naar Washington, een massademonstratie tegen rassendiscriminatie bij het Lincoln Memorial in Washington. Ten overstaan van een menigte van meer dan 250.000 mensen zong zij I've been buked and I've been scorned op verzoek van Martin Luther King en How I got over. Door geldelijke steun en door haar medewerking aan de demonstraties, georganiseerd door Martin Luther King heeft zij zeker een grote bijdrage geleverd in de strijd voor de emancipatie van de Afro-Amerikanen, hand in hand met grootheden en voorvechters tegen de apartheid als dominee Martin Luther King, lid van dezelfde baptistenkerk, diens vrouw Coretta Scott King en Rosa Parks. De grote verdiensten van Mahalia Jackson op het gebied van de emancipatie van de Afro-Amerikanen zijn nog onvoldoende over het voetlicht gekomen; zij is vooral bekend geworden als zangeres.

## Levensloop
Jackson werd geboren in New Orleans, bakermat van de jazz. Zij was baptist en zong als gospelzangeres in de kerk waar zij lid van was. In 1927 verhuisde ze naar Chicago, verdiende de kost als werkster en zong in het koor van de Greater Salem Baptist Church. Al vrij snel vormde ze een groep met de Johnson Singers. Later werkte ze samen met Thomas Dorsey, die het gospelnummer Precious Lord, take my hand componeerde, het lievelingslied van Martin Luther King, dat ze ook zong op zijn begrafenis in april 1968. Van het gespaarde geld begon ze een bloemenzaakje en een schoonheidssalon. In 1945 brak zij door bij het blanke publiek door de opname van I will move on up a little higher, waarvan er 2 miljoen exemplaren over de toonbank gingen. Pas in de loop van de jaren '50 werd zij in Europa bekend, waar zij in 1952, 1961, 1964, 1968 en 1971 optrad. In 1971 beëindigde zij haar buitenlandse optredens met een laatste concert in München. Zij had optredens in het Witte Huis en werd door Paus Johannes XXIII in 1961 in privé-audiëntie ontvangen. Zij overleed op 27 januari 1972 in Chicago aan hartfalen en complicaties van diabetes mellitus. Over haar leven zijn diverse biografieën geschreven.

## Gospelmuziek
De gospelsongs van Jackson en vele anderen vormen door het evangelie geïnspireerde religieuze muziek. Zij hebben het oorspronkelijke ritme van de Afrikaanse muziek van de in Amerika geïmporteerde slaven. Jackson zong nooit blues of jazz. In 1958 zong ze het Come Sunday in de Black Brown and Beige Suite van Duke Ellington, na diens lange aandringen en alleen omdat de tekst religieus was. Onder druk van CBS heeft ze wel christelijke liederen opgenomen die niet haar stijl waren en die dicht bij kitsch liggen. De grens van blues en jazz heeft ze nooit overschreden. In 1978 werd zij postuum opgenomen in de Gospel Music Hall of Fame.
- Bibsys: 90901448
- Biblioteca Nacional de España: XX849289
- Bibliothèque nationale de France: cb13895518g (data)
- Catàleg d'autoritats de noms i títols de Catalunya: 981058581272906706
- CiNii: DA08548477
- Gemeinsame Normdatei: 118556266
- International Standard Name Identifier: 0000 0001 2099 1727
- Library of Congress Control Number: n50027942
- Nationale Bibliotheek van Letland: 000068044
- MusicBrainz: 1bebb19e-9305-4da8-a3fd-5dd40a6e517e
- Bibliotheek van het Japanse parlement: 00514073
- Nationale Bibliotheek van Tsjechië: ola2002159299
- Nationale bibliotheek van Australië: 35239590
- Nationale Bibliotheek van Israël: 987007315383105171
- Nationale Bibliotheek van Polen: a0000002675204
- Nederlandse Thesaurus van Auteursnamen: 069910995
- LIBRIS: 191342
- SNAC: w6tr6qkf
- Système universitaire de documentation: 082302189
- Museum of New Zealand Te Papa Tongarewa: 30966
- Trove: 877681
- Virtual International Authority File: 12491664
- WorldCat: E39PBJvMDj7HJdxKrgt3BDDg8C